# Boletus erythropus
Neoboletus luridiformis (danh pháp cũ: Boletus luridiformis và Boletus erythropus) là một loài nấm thuộc họ Boletaceae, tất cả thành viên đều tạo ra nấm có ống và lỗ bên dưới mũ nấm. Nó được tìm thấy ở Bắc Âu và Bắc Mỹ.
Mặc dù có thể ăn được khi nấu chín đúng cách, nếu ăn sống thì có thể gây khó chịu cho dạ dày. Trường hợp hai loài trùng nhau, nó có thể bị nhầm lẫn với Rubroboletus satanas độc hại có mũ màu nhạt hơn.

## Phân loại
Christian Hendrik Persoon mô tả loài nấm này vào năm 1796. Tên nấm bắt nguồn từ tiếng Hy Lạp cổ là ερυθρος ("đỏ") và πους ("chân"),, ý muốn chỉ phần thân nấm có màu đỏ. 
Ghi chú: Người ta đã đổi tên loài nấm này. Hiện thời nó có tên khoa học là Boletus luridiformis Rostk.. Tên cũ B. erythropus giờ chỉ được xem là một tên gọi cùng nghĩa.

## Phân bố và môi trường sống
Nấm này mọc trong các khu rừng rụng lá hay thường xanh vào mùa hè và mùa thu ở châu Âu. Nấm thường mọc cùng địa điểm với nấm Boletus edulis. Nấm phân bố rất rộng khắp Bắc Mỹ, đặc biệt là dưới tán cây vân sam, trải dài từ Bắc California đến Alaska. Ở miền đông của Bắc Mỹ, nấm mọc trên cả thân gỗ mềm và thân gỗ cứng. Nấm này ưa thích đất phèn.

## Độc tính
Muốn ăn nấm Boletus erythropus thì con người phải tiến hành nấu nó lên. Tuy nhiên cần chú ý là nấm này có bề ngoài giống với một số loài nấm độc độc khác. Những người thiếu kinh nghiệm về nấm thì nên tránh nấm này.